# Casas Bajas (Granada)

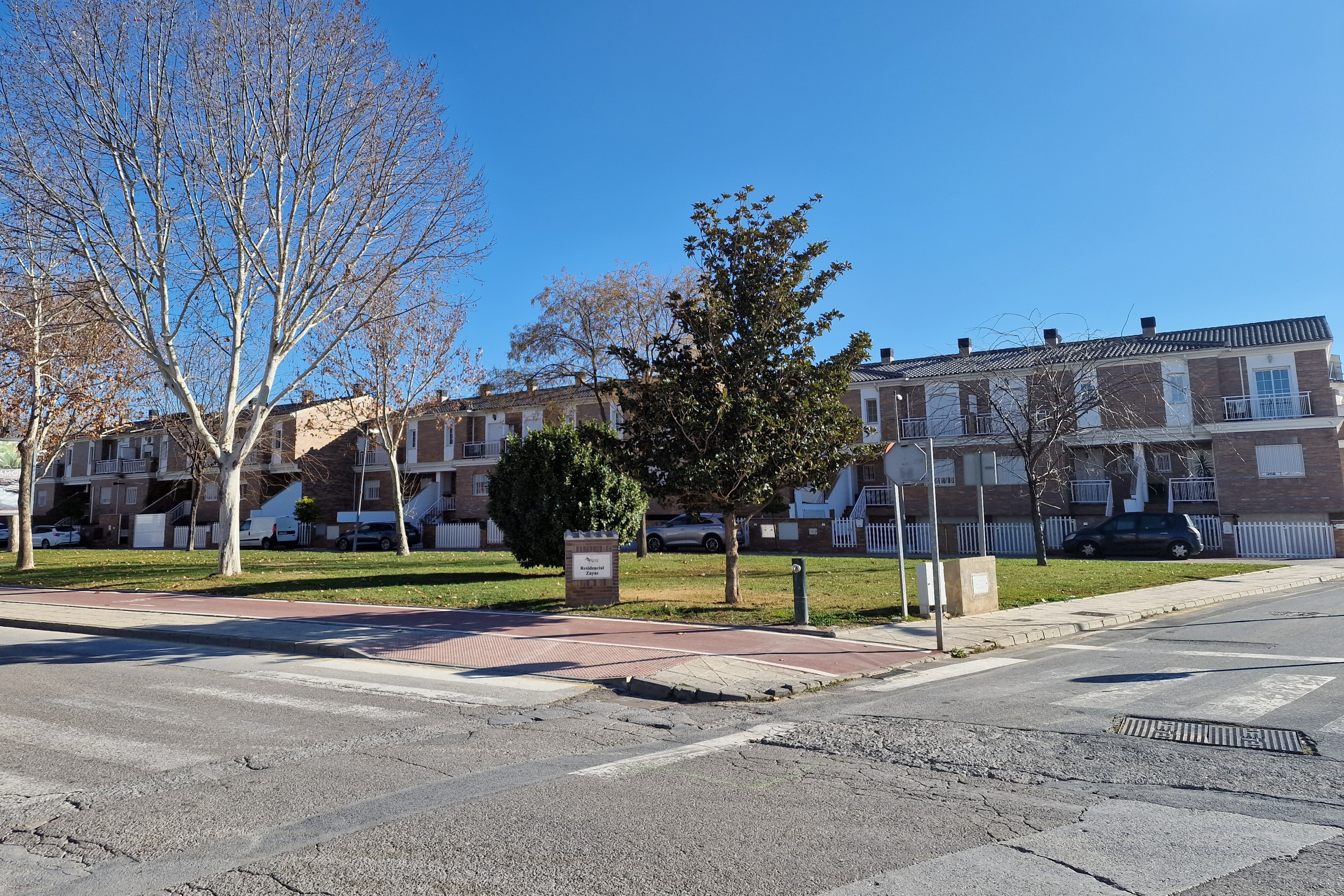
Viviendas del Residencial Zayas

Casas Bajas es una localidad y pedanía española perteneciente al municipio de Vegas del Genil, en la provincia de Granada, comunidad autónoma de Andalucía. Está situada en la parte central de la comarca de la Vega de Granada. Anexos a esta localidad se encuentran los núcleos de Belicena y El Ventorrillo, y un poco más alejados están Purchil, San Javier, Cúllar Vega, Santa Fe, Ambroz y Los Remedios.
Según el Instituto Geográfico Nacional o el Instituto Nacional de Estadística, Casas Bajas es formalmente una entidad singular y un núcleo de población. Sin embargo, en la práctica funciona como un barrio más de Belicena, totalmente anexado al mismo.
La pedanía está compuesta por cuatro áreas o urbanizaciones: al noroeste está el casco histórico de Casas Bajas, donde destaca la avenida Haro, calle Fuente Vaqueros y calle Albolote; al noreste se encuentra Ramal Alto, donde cabe señalar la avenida del Mediterráneo, camino del Purchilejo, calle Antonio López Porras o calle Creta; en el centro el área de las Islas, con la calle la Caleta, calle Mallorca, calle Menorca y calle Igualdad; y por último, la zona de El Ventorrillo perteneciente al municipio de Vegas del Genil —la mayor parte pertenece a Cúllar Vega—, y que oficialmente se incluye en Casas Bajas, donde destaca la avenida del Carmen, calle Cisne, calle Gaviota y calle Tórtola.

## Historia
Casas Bajas perteneció al municipio de Belicena hasta 1976, cuando éste se fusionó junto con Purchil y Ambroz en un solo municipio llamado Vegas del Genil, recayendo la capitalidad municipal en el núcleo purchileño. Desde entonces, Casas Bajas es una pedanía vegueña.

## Demografía
Según el Instituto Nacional de Estadística de España, en el año 2024 Casas Bajas contaba con 2528 habitantes censados, lo que representa el 20,51% de la población total del municipio.

### Evolución de la población
| Gráfica de evolución demográfica de Casas Bajas entre 2014 y 2024 |
|                                                                   |
| Datos según el nomenclátor publicado por el INE.                  |

## Comunicaciones

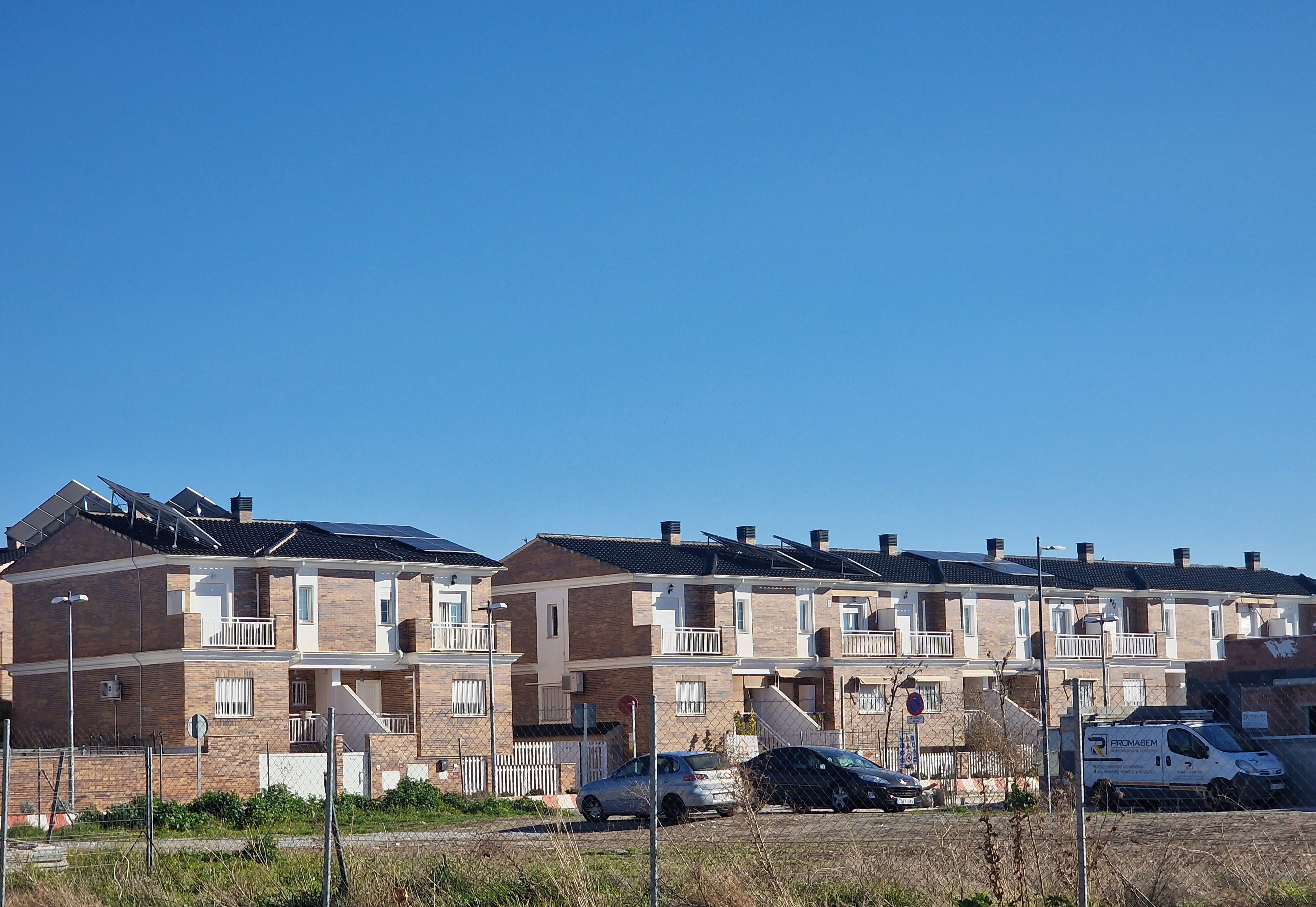
Viviendas situadas en la calle Generalife

### Carreteras
Cerca de esta pedanía pasa la autovía A-44, o Segunda Circunvalación de Granada. La única vía de comunicación que transcurre por la localidad es:
| Identificador | Denominación          | Itinerario         |
| ------------- | --------------------- | ------------------ |
| GR-3313       | De GR-3304 a Santa Fe | Purchil - Santa Fe |

Algunas distancias entre Casas Bajas y otras ciudades:
| Ciudades | Distancia (km) |
| -------- | -------------- |
| Purchil  | 2              |
| Santa Fe | 4              |
| Granada  | 10             |
| Jaén     | 92             |
| Almería  | 167            |
| Murcia   | 289            |

## Servicios públicos

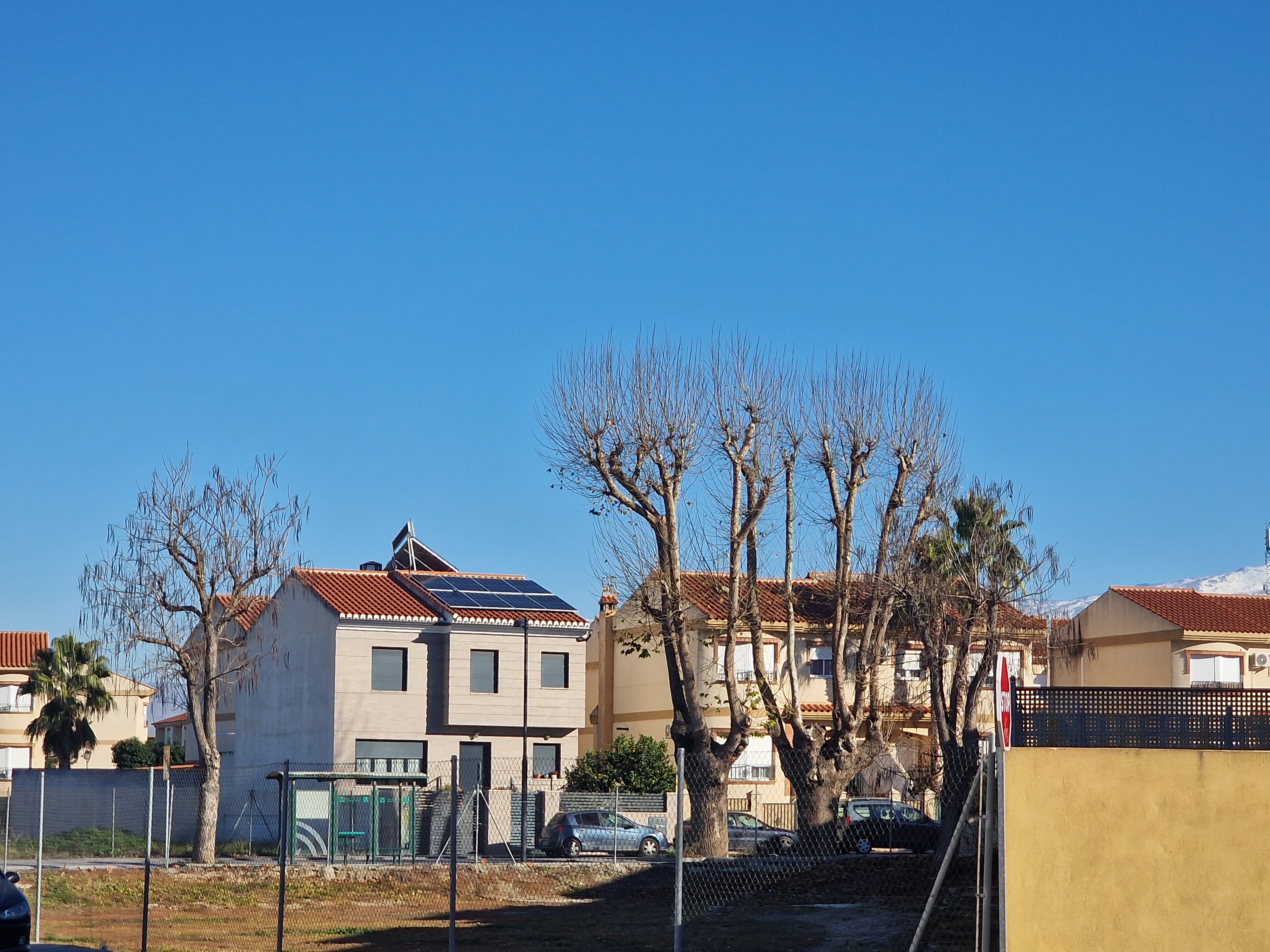
Viviendas situadas en la calle la Caleta

### Educación
El único centro educativo que hay en la localidad es:
| Denominación genérica        | Nombre del centro | Naturaleza | Dirección                 |
| ---------------------------- | ----------------- | ---------- | ------------------------- |
| Centro de educación infantil | CEI Patucos       | Privado    | Av. del Mediterráneo, 190 |